# 사건 (확률론)

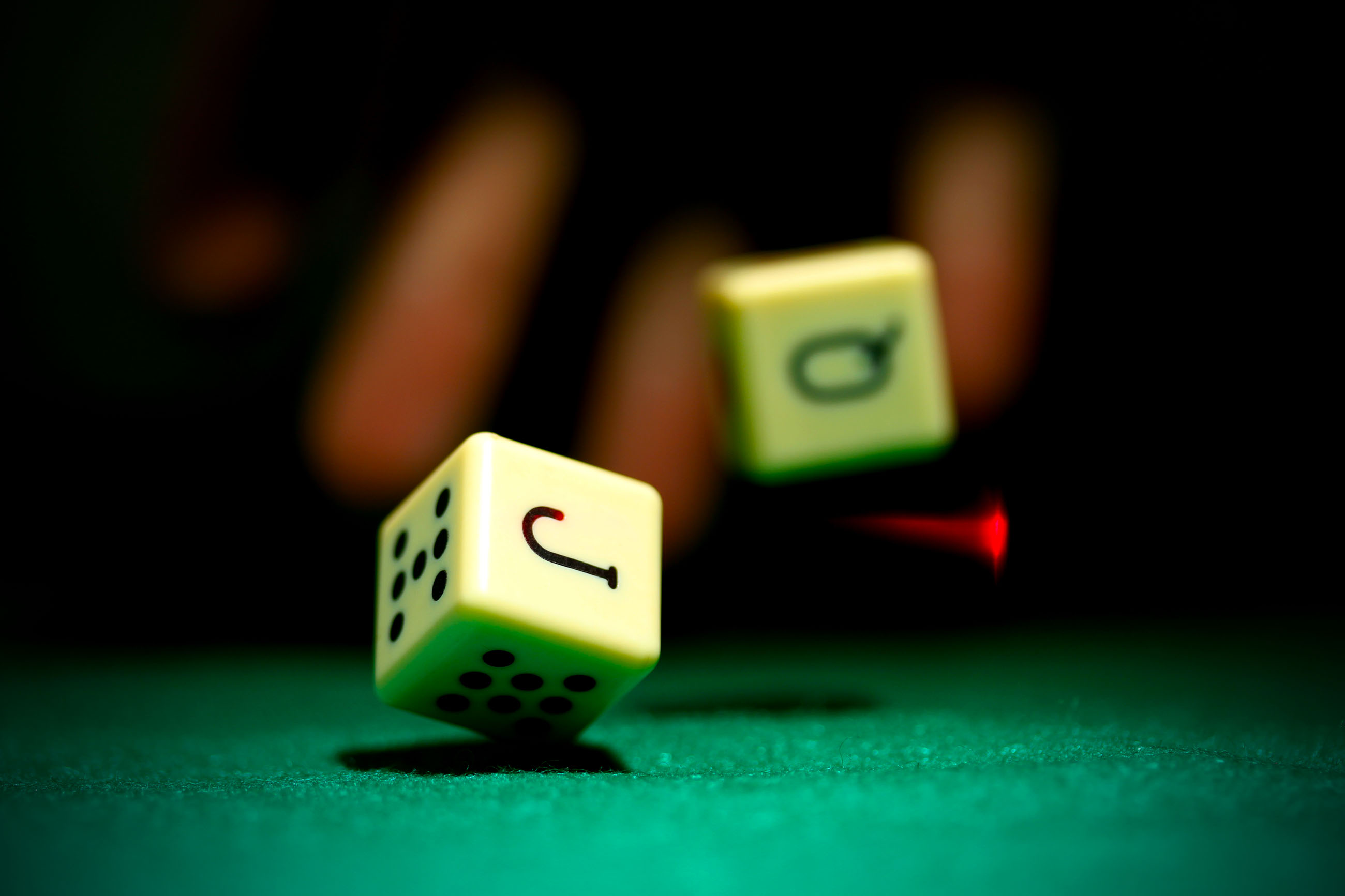
주사위 던지기의 결과는 하나의 사건이다.

사건(事件)은 확률 실험에서 특정 조건을 만족하는 결과의 집합이다. 확률은 어떠한 사건이 일어날 수 있는 모든 경우의 수를 원소로 하는 표본 공간에서 확률 변수를 통해 특정한 사건이 일어날 확률 공간으로 사상되는 함수로 이해될 수 있다.
예를 들어 정육면체 주사위 한 개를 던져 나올 수 있는 모든 경우의 수는 여섯 가지이고 참가자는 결과에 대해 여러 조건을 붙여 실제로 발생한 사건을 확인할 수 있다. 결과가 짝수인 사건을 E 라고 하면 집합 E는 다음과 같은 원소를 갖는 집합이 된다.
{\displaystyle E=\{2,4,6\}}
사건은 더 이상 분리되지 않는 가장 간단한 경우인 근원사건과 이러한 근원사건들이 결합한 결합사건으로 나누어 생각할 수 있다. 또한 각각의 사건들이 서로 영향을 받지 않는 독립 사건과 하나의 사건이 이후의 사건들에 영향을 주는 종속 사건으로 나눌 수 있다.

## 개념
어떠한 일이 일어날 수 있는 모든 경우의 수에 대한 특정 조건의 경우의 수에 대한 집합이 사건이다. 확률론에서 사건은 무작위성 때문에 존재하는 불확실성으로 결과를 예측할 수 없고 다만 그 일이 일어날 경우의 수와 각각의 경우에 대한 발생 빈도인 확률만을 계산할 수 있다. 예를 들어 동전 던지기를 할 때 참가자는 앞면과 뒷면이 동일한 비율로 나타날 것이라는 믿음을 갖는다. 이 때 앞면, 뒷면 각각은 하나의 사건이 된다. 무작위 사건에 대한 개념은 매우 오랜 역사에 걸쳐 형성되었으며 모든 경우가 동일한 빈도로 나타나는 이산균등분포는 확률에 대한 개념 발달의 기원이 되었다.

## 종류

### 근원사건과 결합사건
단 지 한 가지 결과 만을 보이는 사건을 근원사건이라고 한다. 동전 하나를 던져 앞 또는 뒤를 확인 하는 경우가 이에 해당한다. 한편 여러 가지 근원사건들이 결합하여 발생하는 사건을 생각할 수 있다. 예를 들어 주사위와 동전을 동시에 던지는 경우 주사위의 눈은 x 이고 동전은 y 인 사건이 있다. 이렇게 근원사건이 둘 이상 결합된 사건을 결합사건이라고 한다.

### 독립 사건과 종속 사건
독립 사건은 각각의 사건이 서로 영향을 주지 않는 경우이다. 예를 들어 동전 던지기의 경우 앞면이 아무리 여러 번 반복되어 나타나도 다음 번에 뒷면이 나올 확률이 변하지는 않는다.:16
반면에 앞서 시행한 사건이 뒤의 사건에 영향을 주는 경우는 종속 사건이다. 예를 들어 주머니 속에 든 바둑알을 빼 내는 경우를 생각해 볼 수 있다. 한 주머니 속에 흰색 바둑알 다섯 개와 검은 바둑알 다섯개가 있다고 하면, 첫 시행에서 흰색 바둑알이 나올 사건의 확율은 1⁄2이지만 그 결과 주머니 속의 바둑알은 흰색 네 개와 검은색 다섯 개로 변하게 되고 두 번째 시행에서 흰색 바둑알이 나올 사건의 확률은 4⁄9로 변하게 된다.

### 배타 사건
하나의 사건이 일어나면 반대의 경우는 절대로 일어날 수 없는 경우를 상호 배타적 사건 또는 배반사건이라고 한다. 정육면체 주사위를 한 번 던 질 경우 짝수가 나오면 홀수는 절대로 나올 수 없기 때문에 홀수 사건과 짝수 사건은 상호 배타적이다. 한편, 짝수와 3의 배수를 생각하면 짝수이면서 3의 배수인 6이 있기 때문에 이 둘은 배타적이지 않다.

## 같이 보기
- 여사건
- 근원사건
- 독립 (확률론)